# Adolfo Rincón de Arellano
Adolfo Rincón de Arellano García, né à Valence (Espagne) le 11 octobre 1910 et mort dans la même ville le 17 mars 2006, est un médecin et homme politique phalangiste, président de la députation de Valence (1943-1949) et maire de Valence (1958-1969).

## Biographie
Il naît à Valence en 1910. Son père est un important médecin de la ville et militant d'Izquierda Republicana,.
Il suit des études secondaires à l'Institut Lluís Vives de Valence.
Dans sa jeunesse, il milite dans des groupes étudiants conservateurs, notamment Juventud Monárquica.
Il étudie la médecine et se spécialise en cardiologie à Rome en 1935-1936. Il est médecin de guerre durant la guerre civile espagnole (1936-1939).
Phalangiste de la première heure, il est membre fondateur de la Phalange espagnole à Valence en 1933, dont il est nommé chef régional par José Antonio Primo de Rivera,. À partir de 1939, il est chef provincial de FET y de las JONS.
Entre 1943 et 1949, il préside la députation provinciale de Valence, qu'il représente aux Cortes franquistes.

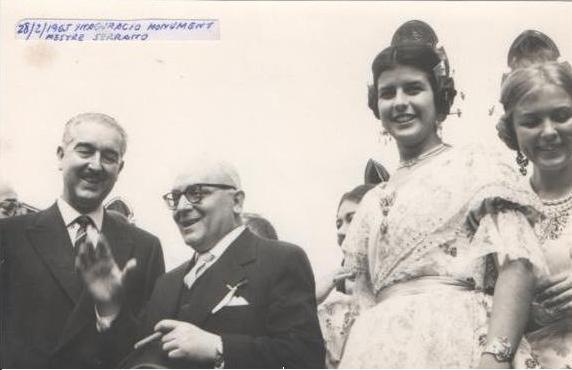
Aolfo Rincón de Arellano (à gauche), lors de l'inauguration d'un monument en hommage au compositeur José Serrano Simeón en 1965.

En 1958, il est désigné maire de Valence après le renvoi de Tomás Trénor Azcárraga en conséquence de ses protestations à la suite de grande inondation de 1957,.
En tant que maire, il est une figure du développement de la ville, à l'origine de plusieurs initiatives importantes et est l'un des principaux promoteurs du Plan Sur, le grand chantier de déviation du lit du Turia qui fait suite à l'inondation,,.
Dans un contexte de début de crise du régime franquiste, il démissionne le 8 novembre 1969 en raison de désaccords avec les technocrates de l'Opus Dei, peu après la constitution du douzième gouvernement de l'État espagnol, dominé par ces derniers,.
Il est de nouveau procurateur aux Cortes par désignation de Franco entre 1973 et 1977.
Une rue de Nàquera est nommée en son hommage,.

## Œuvres
- (es) Valencia:1959-1967, 1969[5]
- (es) Pantanos y trasvases de la Región Valenciana, 2001[5],[7]

## Récompenses
- ordre impérial du Joug et des Flèches (es)[5],[7]
- Grand-croix de l'ordre d'Alphonse X le Sage[5]